# Ministerio de Economía (Argentina)
El Ministerio de Economía de Argentina es el ministerio dependiente del Poder Ejecutivo Nacional encargado de asistir al presidente y al jefe de Gabinete todo lo inherente a la economía y la infraestructura nacional.
Originalmente el área de economía estuvo a cargo del primigenio Ministerio de Hacienda creado con la Constitución de 1853. Luego de la reforma de 1949, se crearon nuevos ministerios y secretarías encargadas de asuntos económicos, financieros, comerciales, etc.; y el ministerio cambió sucesivamente de denominación y competencias.
Su actual titular es Luis Caputo, quien asumió el 10 de diciembre de 2023.

## Competencias
De acuerdo a la Ley 22 520, las competencias del Ministerio de Economía incluyen «asistir al Presidente de la Nación y al Jefe de Gabinete de Ministros (…) en todo lo inherente a la política económica, presupuestaria e impositiva, a la administración de las finanzas públicas, a las relaciones económicas, financieras y fiscales con las Provincias y la Ciudad Autónoma de Buenos Aires y a la elaboración, propuesta y ejecución de la política nacional en materia de energía…»

## Estructura
El Ministerio de Economía se organiza de la siguiente forma:
- Unidad Gabinete De Asesores
- Secretaría Legal y Administrativa
  - Subsecretaría Legal
  - Subsecretaría de Administración y Normalización Patrimonial
  - Subsecretaría de Gestión Administrativa de Producción
  - Subsecretaría de Gestión Administrativa de Infraestructura
- Secretaría de Política Económica
  - Subsecretaría de Programación Macroeconómica
  - Subsecretaría de Programación Microeconómica
- Secretaría de Hacienda
  - Subsecretaría de Presupuesto
  - Subsecretaría de Ingresos Públicos
    - Tribunal Fiscal de La Nación

  - Subsecretaría de Coordinación Fiscal Provincial
- Secretaría de Finanzas
  - Subsecretaría de Financiamiento
  - Subsecretaría de Relaciones Financieras Internacionales
  - Subsecretaría de Servicios Financieros
  - Subsecretaría de Coordinación y Gestión Internacional
- Secretaría de Coordinación de Energía y Minería
- Secretaría de Energía
  - Subsecretaría de Energía Eléctrica
  - Subsecretaría de Combustibles Líquidos
  - Subsecretaría de Combustibles Gaseosos
  - Subsecretaría de Transición y Planeamiento Energético
  - Ente Nacional Regulador del Gas y la Electricidad
  - Nucleoeléctrica Argentina S.A.
  - Energía Argentina S.A.
  - Ente Binacional Yacyretá
  - Unidad Especial Sistema de Transmisión de Energía Eléctrica
  - Comisión Técnica Mixta de Salto Grande
  - Dioxitek S.A.
  - Comisión Mixta Argentino-Paraguaya del Río Paraná
  - Yacimientos Carboníferos Río Turbio S.A.
  - YPF S.A.
  - YPF Gas S.A.
- Secretaría de Minería
  - Subsecretaría de Desarrollo Minero
  - Subsecretaría de Política Minera

- Secretaría de Coordinación de Producción
  - Subsecretaría de Evaluación y Seguimiento de Gestión de Producción
- Secretaría de la Pequeña y Mediana Empresa, Emprendedores y Economía del Conocimiento
  - Subsecretaría de la Pequeña y Mediana Empresa
  - Subsecretaría de Emprendedores
  - Subsecretaría de Economía del Conocimiento
- Secretaría de Industria y Comercio
  - Subsecretaría de Política Industrial
  - Subsecretaría de Gestión Productiva
  - Subsecretaría de Comercio Exterior
  - Subsecretaría de Defensa del Consumidor y Lealtad Comercial
  - Instituto Nacional de la Propiedad Industrial
  - Instituto Nacional de Tecnología Industrial
  - Agencia Regulatoria de la Industria del Cáñamo y del Cannabis Medicinal
  - Comisión Nacional de Defensa de la Competencia
  - Ventanilla Única de Comercio Exterior
  - Comisión Nacional de Comercio Exterior
  - Corporación del Mercado Central de Buenos Aires
  - Polo Tecnológico Constituyentes S.A.
  - Instituto de la Movilidad
- Secretaría de Agricultura, Ganadería y Pesca
  - Subsecretaría de Economías Regionales y de Pequeños y Medianos Productores
  - Subsecretaría de Mercados Agroalimentarios e Inserción Internacional
  - Subsecretaría de Producción Agropecuaria y Forestal
  - Subsecretaría de Recursos Acuáticos y Pesca
  - Servicio Nacional de Sanidad y Calidad Agroalimentaria
  - Instituto Nacional de Tecnología Agropecuaria
  - Instituto Nacional de Investigación y Desarrollo Pesquero
  - Instituto Nacional de Vitivinicultura
  - Innovaciones Tecnológicas Agropecuarias S. A.
  - Instituto Nacional de la Yerba Mate
- Secretaría de Coordinación de Infraestructura
- Secretaría de Obras Públicas
  - Subsecretaría de Obras Y Servicios
  - Subsecretaría de Recursos Hídricos
  - Subsecretaría de Integración Socio-Urbana
  - Tribunal de Tasaciones de la Nación
  - Organismo Regulador de Seguridad de Presas
  - Instituto Nacional del Agua
  - Agua y Saneamientos Argentinos S.A.
  - Agencia de Planificación
  - Autoridad de Cuenca Matanza Riachuelo
  - Ente Regulador de Agua y Saneamiento
  - Entidad Binacional para el Proyecto Túnel Internacional Paso Las Leñas
  - Entidad Binacional para el Proyecto Túnel Internacional Paso de Agua Negra
  - Entidad Binacional para el Proyecto Túnel de Baja Altura Ferrocarril Transandino Central
- Secretaría de Transporte
  - Agencia de Investigación de Accidentes e Incidentes de Aviación
  - Subsecretaría de Transporte Automotor
    - Agencia de Control de Concesiones y Servicios Públicos de Transporte

  - Subsecretaría de Transporte Ferroviario
    - Ferrocarriles Argentinos Sociedad del Estado
    - Trenes Argentinos Operaciones
    - Trenes Argentinos Cargas
    - Trenes Argentinos Infraestructura

  - Subsecretaría de Transporte Aéreo
    - Administración Nacional de Aviación Civil
    - Organismo Regulador del Sistema Nacional de Aeropuertos
    - Empresa Argentina de Navegación Aérea
    - Aerolíneas Argentinas
    - Intercargo
- Agencia de Recaudación y Control Aduanero
- Banco Central de la República Argentina
- Banco de la Nación Argentina
- Banco Hipotecario S.A.
- Comisión Nacional de Valores
- Instituto Nacional de Estadística y Censos
- Superintendencia de Seguros de la Nación
- Banco de Inversión y Comercio Exterior S.A.
- Agencia Nacional de Puertos y Navegación

## Historia
Bajo la denominación de «Ministerio de Hacienda», fue creado por el Artículo 84 de la Constitución Nacional aprobada el 1 de mayo de 1853, siendo uno de los primeros cinco ministerios de la Nación. Tres años más tarde, la Ley 80 estableció sus competencias. Su primer ministro fue Mariano Fragueiro.
Con la reforma constitucional aprobada el 4 de marzo de 1949, se erigieron los Ministerios Secretarías de Estado en los Departamentos de Economía, de Hacienda, de Finanzas y de Industria y Comercio. La cartera de Economía se encargaba de la «promoción, orientación y realización de la política económica»; Hacienda del «patrimonio, recursos y gastos del Estado»; Finanzas de la «política bancaria, monetaria y crediticia»; e Industria y Comercio del «régimen y fomento de la industria y a la organización y la fiscalización del abastecimiento y del comercio».
En 1952, se creó el Ministerio de Asuntos Económicos, con las facultades del Consejo Económico Social y del Consejo Económico Nacional. Asimismo, se cambió el nombre del Ministerio de Economía por «Ministerio de Comercio Exterior».
A mediados de 1954, el Ministerio de Industria y Comercio fue dividido en dos: Industria por un lado y Comercio por otro.
Bajo la autodenominada Revolución Libertadora, iniciada en septiembre de 1955, el Ministerio de Comercio Exterior dejó de existir, en tanto que Hacienda, Finanzas, Industria y Comercio figuraron en la modificación del gabinete de diciembre de ese año. En 1956, se formó un Ministerio de Hacienda que se fusionó con los Ministerios de Hacienda y de Finanzas creados en 1949, en tanto que las carteras de Comercio y de Industria, creados en 1954, se fusionaron en el Ministerio de Comercio e Industria.
En junio de 1958, se creó un nuevo «Ministerio de Economía», que integró las secretarías de Agricultura y Ganadería, Hacienda, Finanzas, Comercio, Industria y Minería, y Energía y Combustibles.
Luego del golpe de Estado del 28 de junio de 1966, el presidente de facto Juan Carlos Onganía fusionó a los ministerios de Economía y de Trabajo y Seguridad Social, bajo el nuevo «Ministerio de Economía y Trabajo». En 1971, el presidente de facto Alejandro Agustín Lanusse revirtió el cambio, y la cartera de economía se llamó «Ministerio de Hacienda y Finanzas». Bajo la breve presidencia de Raúl Lastiri, en 1973, se recuperó su denominación de «Ministerio de Economía». En 1991, bajo el mandato de Carlos Menem, se le incorpora la Secretaría de Obras Públicas, constituyendo el «Ministerio de Economía y Obras y Servicios Públicos».
En 1999 el presidente Fernando de la Rúa recreó el «Ministerio de Economía». El 20 de diciembre de 2001, tras la renuncia de Domingo Cavallo, De la Rúa (antes de su renuncia a la presidencia) llegó a comunicar el desdoblamiento del Ministerio de Economía, creando el Ministerio de Producción (que hubiese integrando las áreas de industria e infraestructura) a cargo de Nicolás Gallo y el pase a la Jefatura de Gabinete de las secretarías de Hacienda, Finanzas e Impuestos. El 20 de diciembre de 2001, De la Rúa transfirió las Secretarías de Hacienda, de Ingresos Públicos y de Finanzas del Ministerio de Economía a la Jefatura de Gabinete de Ministros.
Durante la breve presidencia de Adolfo Rodríguez Saá, el Ministerio de Economía fue reemplazado por la «Secretaría de Hacienda, Finanzas e Ingresos Públicos».
El 4 de enero de 2002, el gobierno de Duhalde devolvió las Secretarías de Hacienda, de Ingresos Públicos y de Finanzas a la cartera de Economía. El 24 de enero del mismo año, se creó el Ministerio de la Producción, encargado de lo relativo a la «producción, la industria, el comercio, la minería, la agricultura, la ganadería, la pesca, y al desarrollo de las actividades productivas». El 21 de febrero, se estableció el «Ministerio de Economía e Infraestructura». A este ministerio, el 8 de marzo, se le segregó la administración del transporte, que pasó al Ministerio de la Producción.
En 2003 (el 24 de mayo), el gobierno fusionó las carteras de Economía y de la Producción modificando la denominación de la primera por «Ministerio de Economía y Producción».
El 25 de noviembre de 2008, Cristina Fernández de Kirchner separó la cartera de Producción en un nuevo ministerio y convirtió Economía en el «Ministerio de Economía y Finanzas Públicas». Al año siguiente, el 1 de octubre de 2009, la presidenta creó el Ministerio de Agricultura, Ganadería y Pesca y cambió la denominación del Ministerio de Producción por «Ministerio de Industria».
El 10 de diciembre de 2015, Mauricio Macri transfirió competencias del Ministerio de Economía y Finanzas Públicas al Ministerio de Industria, que adoptó el nombre de «Ministerio de Producción», mientras que el primero pasó a llamarse «Ministerio de Hacienda y Finanzas Públicas». Al mismo tiempo, el nuevo presidente creó los Ministerios de Agroindustria; Energía y Minería; Trabajo, Empleo y Seguridad Social; y Transporte. Un año más tarde, el 2 de enero de 2017, Macri estableció el Ministerio de Finanzas, cambiando la denominación del Ministerio de Hacienda y Finanzas Públicas por «Ministerio de Hacienda». De este modo, se constituyó un «gabinete económico», constituido por las carteras de Hacienda; Finanzas; Producción; Energía y Minería; Agroindustria; Trabajo, Empleo y Seguridad Social; y Transporte.
El 21 de junio de 2018, se disolvió el Ministerio de Finanzas y sus competencias fueron asumidas por Hacienda, mientras que el Ministerio de Producción asumió la gestión de la minería del Ministerio de Energía y Minería, que pasó a llamarse «Ministerio de Energía». El 5 de septiembre del mismo año, el gobierno modificó profundamente la estructura ministerial. Hacienda reemplazó a Energía, que desapareció como ministerio; y Producción cambió su nombre por «Ministerio de Producción y Trabajo», siendo declarado continuador del ex-Ministerio de Trabajo, Empleo y Seguridad Social —exceptuando la gestión de la seguridad social— y del ex-Ministerio Agroindustria.
El 10 de diciembre de 2019, el presidente Alberto Fernández recreó varios ministerios, entre ellos, Economía; Desarrollo Productivo; Agricultura, Ganadería y Pesca; Transporte; Desarrollo Social; y Trabajo, Empleo y Seguridad Social.
A fines de julio de 2022 se le unificaron los ministerios de Desarrollo Productivo; y Agricultura, Ganadería y Pesca; bajo la conducción de Sergio Massa.
En enero de 2024, el ministro de Infraestructura es destituido de su cargo y en lugar de nombrar un nuevo ministro, se decide transferir las competencias de infraestructura al Ministerio de Economía. De esta manera, el Ministerio de Economía empieza a administrar los sectores de Transporte, Obras Públicas y Comunicaciones, sumado a las áreas de Energía y Minería que también habían sido absorbidas por Economía bajo las reformas ministeriales del 10 de diciembre de 2023.

### Organismos dependientes
En 1958 el Poder Legislativo, por ley n.º 14 516 sancionada el 29 de septiembre de ese año, creó el Instituto Nacional del Te, con sede en la provincia de Misiones y bajo la dependencia del Ministerio de Economía.
Por la Ley General de Vinos (ley n.º 14 878), sancionada el 23 de octubre de 1959 y promulgada el 6 de noviembre del mismo año, se creó el Instituto Nacional de Vitivinicultura, en el ámbito del Ministerio de Economía.
En 1965, por ley n.º 16 765, sancionada el 29 de octubre de ese año y promulgada el 26 de noviembre, se creó la Secretaría de Vivienda.
Por decreto n.º 1450 del 23 de septiembre de 1973, del presidente Raúl Alberto Lastiri, se transfirió al Ministerio de Economía el Instituto Nacional de Estadística y Censos, proveniente de la ex-Secretaría de Planeamiento y Acción de Gobierno.
El 21 de octubre de 1977 el presidente de facto Jorge Rafael Videla dictó la ley n.º 21 673 y creó el Instituto Nacional de Investigación y Desarrollo Pesquero, dependiente del Ministerio de Economía a través de la Secretaría de Intereses Marítimos.
En 1991, por decreto n.º 2817/91 del presidente Carlos Saúl Menem, se creó el Instituto Nacional de Semillas.
Por intermedio de la ley n.º 24 065, sancionada el 19 de diciembre de 1991, se creó el Ente Nacional Regulador de la Electricidad. Asimismo, por la ley n.º 24 076, sancionada el 20 de mayo de 1992, se constituyó el Ente Nacional Regulador del Gas.
En 1995 se creó el Instituto Nacional de Propiedad Industrial (ley n.º 24 481). En el mismo año, por ley n.º 24 583 (sancionada el 25 de octubre de 1995 y promulgada el 21 de noviembre del mismo año), se creó el Ente Nacional de Obras Hídricas de Saneamiento.
El 14 de octubre de 1996, por decreto n.º 1156/1996, se creó la Administración Federal de Ingresos Públicos (AFIP), a través de la fusión de la Administración Nacional de Aduanas y la Dirección General Impositiva.
En 2012 el Poder Ejecutivo creó la Comisión de Planificación y Coordinación Estratégica del Plan Nacional de Inversiones Hidrocarburíferas en el ámbito del Ministerio de Economía. El mismo fue disuelto y sustituido por el Ministerio de Energía y Minería en 2015.

## Organización

### Secretarías ministeriales
| Ministerio de Economía | Secretaría Legal y Administrativa                                                     | José García Hamilton       | 11 de diciembre de 2023 | En el cargo             |              | Independiente      |              |
| Ministerio de Economía | Secretaría de Política Económica                                                      | Joaquín Cottani            | 10 de diciembre de 2023 | 1 de julio de 2024      |              | Independiente      |              |
| Ministerio de Economía | Secretaría de Política Económica                                                      | José Luis Daza             | 9 de septiembre de 2024 | En el cargo             |              | Independiente      |              |
| Ministerio de Economía | Secretaría de Hacienda                                                                | Carlos Guberman            | 10 de diciembre de 2023 | En el cargo             |              | Independiente      |              |
| Ministerio de Economía | Secretaría de Finanzas                                                                | Pablo Quirno               | 10 de diciembre de 2023 | En el cargo             |              | La Libertad Avanza |              |
| Ministerio de Economía | Secretaría de Coordinación de Energía y Minería                                       | Daniel González            | 28 de agosto de 2024    | En el cargo             |              | Independiente      |              |
| Ministerio de Economía | Secretaría de Energía                                                                 | Eduardo Rodríguez Chirillo | 10 de diciembre de 2023 | 17 de octubre de 2024   |              | La Libertad Avanza |              |
| Ministerio de Economía | Secretaría de Energía                                                                 | María Tettamanti           | 17 de octubre de 2024   | en el cargo             |              | PRO                |              |
| Ministerio de Economía | Secretaría de Minería                                                                 | Flavia Royon               | 12 de diciembre de 2023 | 9 de febrero de 2024    |              | PAIS               |              |
| Ministerio de Economía | Secretaría de Minería                                                                 | Luis Lucero                | 4 de abril de 2024      | En el cargo             |              | Independiente      |              |
| Ministerio de Economía | Secretaría de Coordinación de Producción                                              | Juan Pazo                  | 10 de diciembre de 2023 | 11 de diciembre de 2024 |              | Independiente      |              |
| Ministerio de Economía | Secretaría de Coordinación de Producción                                              | Pablo Lavigne              | 11 de diciembre de 2024 | en el cargo             |              | PRO                |              |
| Ministerio de Economía | Secretaría de la Pequeña y Mediana Empresa, Emprendedores y Economía del Conocimiento | Marcos Ayerra              | 20 de diciembre de 2023 | En el cargo             |              | Independiente      |              |
| Ministerio de Economía | Secretaría de Industria y Comercio                                                    | Pablo Lavigne              | 10 de diciembre de 2023 | 11 de diciembre de 2024 |              | PRO                |              |
| Ministerio de Economía | Secretaría de Industria y Comercio                                                    | Esteban Marzorati          | 11 de diciembre de 2024 | En el cargo             |              | Independiente      |              |
| Ministerio de Economía | Secretaría de Agricultura, Ganadería y Pesca                                          | Fernando Vilella           | 11 de diciembre de 2023 | 10 de julio de 2024     |              | Independiente      |              |
| Ministerio de Economía | Secretaría de Agricultura, Ganadería y Pesca                                          | Sergio Iraeta              | 10 de julio de 2024     | en el cargo             |              | Independiente      |              |
| Ministerio de Economía | Secretaría de Coordinación de Infraestructura                                         | Sin designar               | Sin designar            | Sin designar            | Sin designar | Sin designar       | Sin designar |
| Ministerio de Economía | Secretaría de Obras Públicas                                                          | Luis Giovine               | 10 de diciembre de 2023 | En el cargo             |              | Independiente      |              |
| Ministerio de Economía | Secretaría de Transporte                                                              | Franco Mogetta             | 10 de diciembre de 2023 | En el cargo             |              | La Libertad Avanza |              |

## Edificios
El Ministerio ocupa desde 1939 el edificio construido especialmente con ese destino, con entrada principal en calle Hipólito Yrigoyen 250. En 1950 se concluyó la segunda etapa del Palacio de Hacienda.
En 1991 fue anexado el edificio lindero en Avenida Paseo Colón 171, construido en 1937 para la Compañía General de Industrias y Transportes; en 1993, el de Balcarce 184, que había sido construido en 1914 para la CHADE y en ese momento alojaba a Edenor; y finalmente en 1994 se incorporó el Railway Building, inaugurado en 1914 para las empresas ferroviarias británicas, ubicado en la esquina de Paseo Colón y Alsina y ocupado en esos tiempos por oficinas de Aerolíneas Argentinas.